# أبو الحسن صنيع الملك

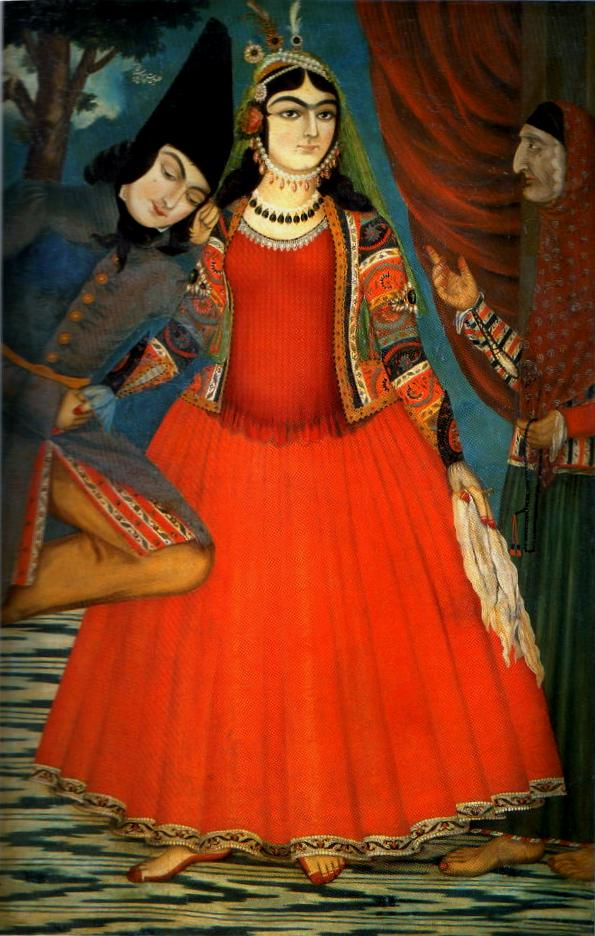
حبيبان شابان ومصفف شعر. بقلم صانع الملك، عام 1843، رسم زيتي، في قصر كلستان

صانع المُلكأبو الحسن خان الغفاري الكاشاني (1814–1866 م) كان رسامًا إيرانيًا، وفنان منمنمات وورنيشًا، ورسامًا للكتب. عندما أصبح كبير رسامي البلاط، أصبح يُعرف أيضًا باسم صانع الملك. كان تلميذًا لميهر علي [الإنجليزية] ورسامًا في بلاط محمد شاه قاجار. بعد أن تم فصله من عمله كرسام للمحكمة، ذهب إلى أوروبا للدراسة، وتعلم خاصةً في إيطاليا. وعندما عاد إلى إيران، أصبح مدير الطباعة والرسام الرئيس لناصر الدين شاه وحصل على لقب منفصل وهو كبير رسامي البلاط. أشرف على رسم مخطوطة ألف ليلة وليلة الشهيرة، والتي يمكن رؤيتها اليوم في طهران في مكتبة قصر جولستان.

## العائلة
ولد في كاشان ، في إيران. كان عم محمد غفاري (كمال الملك)، الذي أصبح رسامًا مشهورًا للبلاط في عهد ناصر الدين شاه. كان الابن الأكبر لميرزا محمد الغفاري، وابن أخ أبي الحسن المستوفي الغفاري [الإنجليزية]. في المجمل، كان هناك 11 رسامًا موهوبًا بشكل كبير في خط عائلته.

## التعليم
يتفق العلماء على أنه من المرجح أنه قد تتلمذ على يد والده ميرزا محمد الغفاري قبل أن يصبح تلميذًا لميهر علي [الإنجليزية]. كان ميهر علي رسامًا مشهورًا وأستاذًا في بلاط فتح علي شاه. ذهب أبو الحسن إلى أوروبا لمواصلة تعليمه في وقت ما بين عشرينيات وثلاثينيات القرن التاسع عشر، على الرغم من أن معظم المعلومات حول وقته في الخارج تركز على إقامته لمدة تتراوح بين عامين وثلاثة أعوام في إيطاليا. هناك عدة احتمالات لدوافعه للسفر إلى الخارج. ولم يتضح بعد ما إذا كان قد دفع تكاليف العملية من ماله الخاص أم أنه تلقى رعاية من المحكمة. يقدم أستاذ الدراسات الإيرانية في جامعة ييل عباس أمانات ثلاث نظريات. ومن بين نظريات أمانات أنه ذهب إلى أوروبا باستخدام أمواله الشخصية بسبب حالة القيود المالية التي تعاني منها إيران وتغير سياسات البلاط مع زوال حكومة آقاسي. أدت هذه التغييرات إلى تكليف المحكمة بلوحات أقل وأصغر حجمًا، مما جعل من الصعب على الرسام كسب لقمة العيش. أما النظرية الثانية التي طرحها أمانات فتستند إلى التغييرات التي طرأت على أمر المحكمة عندما أصبح ميرزا تقي خان معلمًا للشاه ورئيسًا للجيش. وبما أن الأمر القضائي الجديد كان من المرجح أن يتضمن تعزيز الثقافة الفنية الحديثة خارج نطاق المحكمة وفي الصحافة، فقد يكون أبو الحسن قد أتم إنهاء خدمته كرسام في المحكمة وأرسلته الحكومة إلى أوروبا لتعلم فن الصحافة. النظرية الثالثة لأمانات هي أنه تأثر بالسفر إلى الخارج من فنانين أوروبيين بارزين في إيران في ذلك الوقت، بما في ذلك ضابط الهندسة في الجيش الإيطالي الفرنسي والفنان المائي العقيد ف. كولومباري؛ حيث كان الأوروبيون متغلغلين في الدول الشرقية مثل الدولة القاجارية والدولة العثمانية. تشبه بعض لوحات أبي الحسن المائية اللاحقة ورسم ولي العهد في عام 1845 أسلوب العقيد، مما يشير إلى أنه كان له تأثير كبير عليه.
أثناء وجوده في أوروبا، درس بشكل رئيس أساتذة عصر النهضة. في عام 1862، أشار إعلان عام عن افتتاح أكاديمية الفنون الخاصة به إلى أنه درس أعمال الأساتذة رافائيل، ومايكل أنجلو، وتيتيان. تركزت الدراسة خلال هذه الحقبة بشكل أساسي على تعلم كيفية إعادة إنشاء أعمال الفنانين السابقين. وتشير النسخ التي أنشأها إلى أنه أمضى وقتًا في روما والفاتيكان وفلورنسا والبندقية. اتبعت أكاديمية الفنون التي افتتحها النموذج الأوروبي في نسخ الأعمال السابقة، مما يقود العلماء إلى الاعتقاد بأنه تلقى تدريبًا كلاسيكيًا في أكاديمية للفنون، على الأرجح في فلورنسا.
ويلقي عباس أمانات الضوء على احتمال أن يكون أبا الحسن قد شهد بنفسه عملية توحيد إيطاليا، وهي المحاولة لتوحيد إيطاليا. وقد يكون هذا يشمل وصول القوات الثورية بقيادة جوزيبي غاريبالدي إلى روما (1882) أو إعلان الجمهورية الرومانية (1849). وبعد شهرين، يقول أمانات إن أبا الحسن ربما يكون قد شهد انهيار الجمهورية الرومانية عندما سيطرت القوات الفرنسية على روما. ويشير أمانات إلى أن هذه الأحداث كانت مشابهة للأحداث التي وقعت في الداخل الإيراني، مثل عندما تحدى علي محمد المجتهدين الشيعة وسحقت قواته في سبعة أشهر. علاوة على ذلك، يزعم أن هذه الأحداث أظهرت قوة الصحافة وأن أبا الحسن كان سيستغل نفس القوة كمدير للصحافة في وقت لاحق من حياته. عاد إلى إيران في عام 1850. واصل اتباع التقاليد التصويرية الفارسية، على الرغم من أن مؤرخة الفن والقيّمة دونا شتاين تقول إن أسلوبه "يدل على شخصية حديثة، على عكس الرسم الفارسي التقليدي الأكثر أسلوبية".

## الحياة المهنية
أصبح أبو الحسن رسامًا لبلاط القاجار لأول مرة في أواخر عهد محمد شاه القاجار (1834-1848). وقد لفت عمله انتباه الحاكم اللاحق، ناصر الدين شاه، الذي جعله كبير رسامي البلاط وأعطاه لقب صانع الملك ووفقًا لأستاذ ولاية ستانيسلاوس ستاسي جيم شويويلر، فقد تميز بـ"صور واقعية لكبار الشخصيات، والتي تنقل شدة نفسية عميقة، كما هو الحال في عمله الأمير أردشير ميرزا، حاكم طهران". وهو معروف أيضًا بتصويره الماهر والمفصل للأيدي والأقدام وتعبيرات الوجه.
في عام 1861، تم تعيينه مديرًا للطباعة ورئيسًا للرسامين من ناصر الدين شاه، الذي قال إن أبا الحسن حصل على هذا اللقب الجديد لقدراته المتفوقة في الطباعة الحجرية. كانت مسؤوليته الرئيسة هي تحرير صحيفة المحكمة الأسبوعية، والتي كانت تسمى روزنامه دولت عالية إيران (صحيفة الحكومة العظيمة في إيران). تمت طباعة الصحيفة بعملية الطباعة الحجرية. وقد احتوى على تمثيلات لأحداث بارزة، وصور لأشخاص من القصر الملكي، وطبعات للمساحات الداخلية في القصر، وعرض الأنشطة اليومية لناصر الدين شاه. إن عرض هذه الصور على الجمهور سمح لناصر الدين شاه بإقامة علاقة أقوى مع رعاياه. استخدم صانع الملك في الغالب الرسم الزيتي والألوان المائية لإنشاء الصور الواقعية. وفقًا للباحثة ستاسي شيويلر، يمكن تسمية الطباعة الحجرية في اللغة العربية بـ "بسمة تصوير"، والتي تعني أيضًا "الرسم بعد الصورة المطبوعة". يشير المصطلح إلى أن الفنانين الفرس تعلموا إعادة إنتاج التصوير الفوتوغرافي بالرسم.
حوالي عام 1862، أسس ناصر الدين شاه مدرسة فنية ملكية. وفي إطار المدرسة، قام أبو الحسن بتدريس ورشة عمل في الطباعة الحجرية. كان الهدف الرئيس من هذه الورشة هو تعليم المزيد من الطلاب كيفية عرض الصور للعامة، ولكن الورشة أعادت أيضًا إنتاج أعمال فنانين أوروبيين مشهورين وبيعها مقابل عمولة.

### ألف ليلة وليلة
في عام 1853، كلف ناصر الدين شاه أبا الحسن بتصميم والإشراف على 34 رسامًا في إنشاء وتوضيح مخطوطة ألف ليلة وليلة المكونة من ستة مجلدات. ويعتقد الباحثان مهيار أسدي وآزاده أمجدي في جامعة الفنون الجميلة في طهران بإيران أن عمله على هذه المخطوطة كان متأثرًا بالرسامين الإيرانيين السابقين في عهد الخليفة نعمان. ويجدون تشابهًا كبيرًا في تصوير ابن الخليفة ذو المكان وناصر الدين شاه . يستخدمون علم العلامات (دراسة الأصول) لاكتشاف أن كلا المجموعتين من الرسوم التوضيحية تحتويان على تفاصيل متشابهة للغاية في ملامح الوجه والملابس واليدين والقدمين. اليوم، تم حفظ المخطوطة في قصر جولستان في طهران، في إيران. تحتوي المخطوطة على 1134 صفحة وثلاثة صور منمنمة على الأقل في كل صفحة.

## معرض الصور

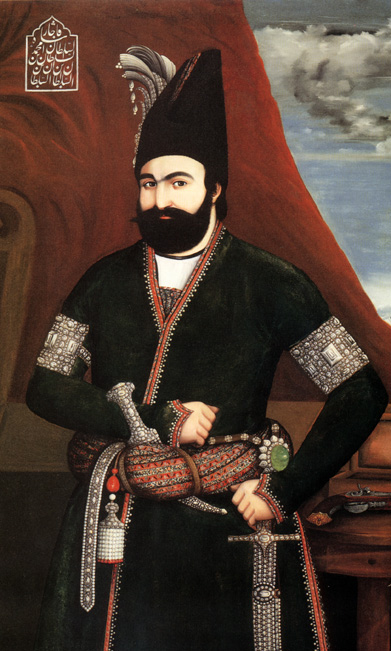
صورة محمد شاه قاجار ، 1841
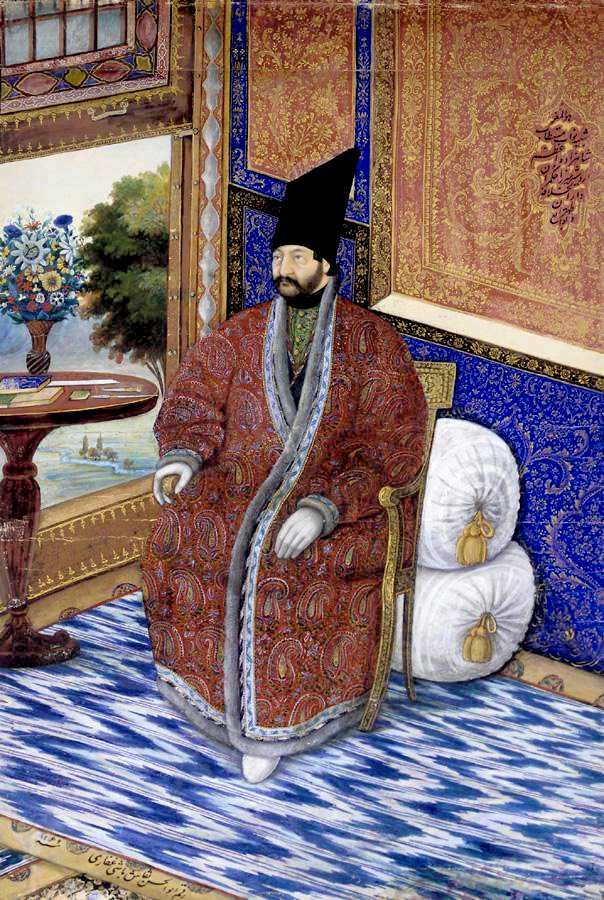
صورة أردشير ميرزا [الإنجليزية]، 1853
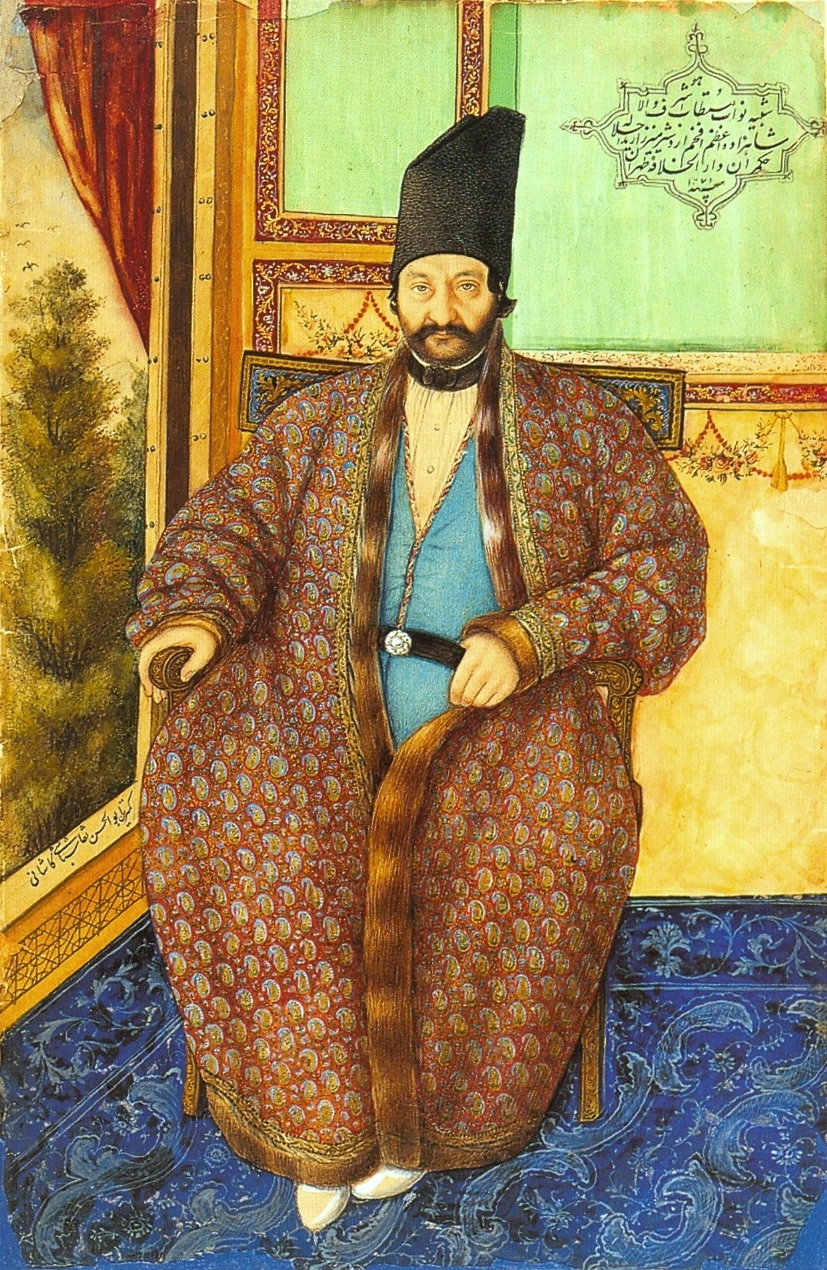
صورة أردشير ميرزا، 1854، غواش على ورق.
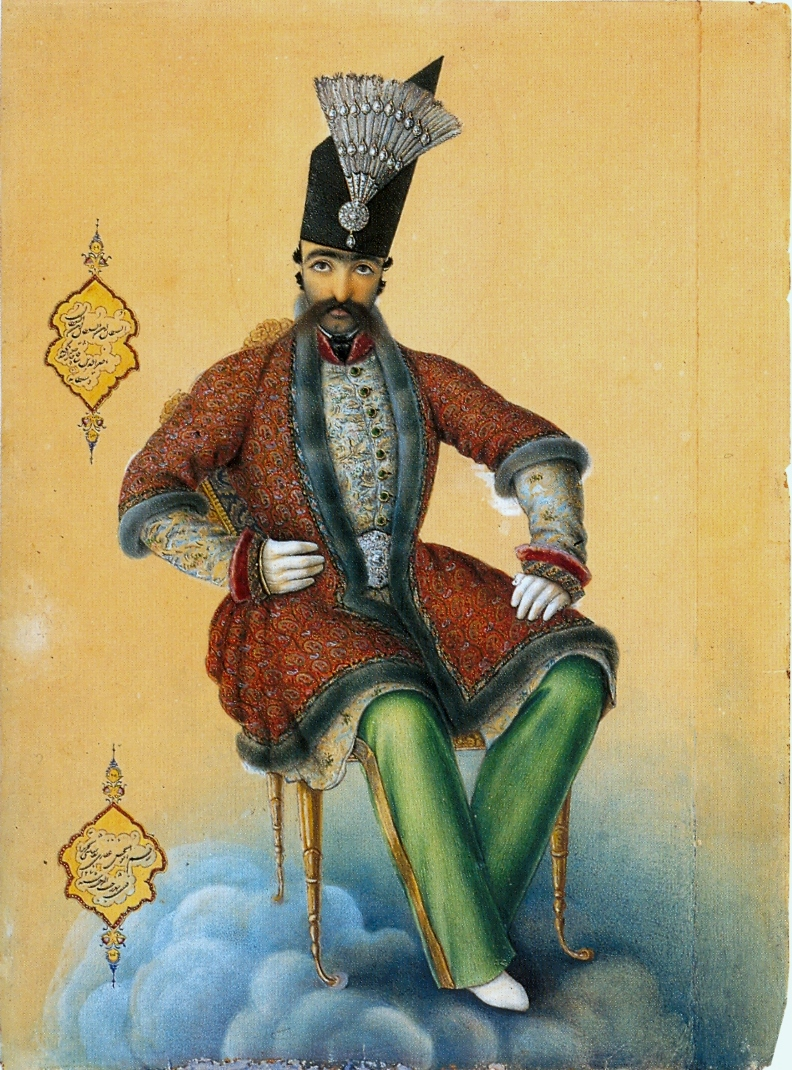
صورة ناصر الدين شاه قاجار ، 1854، منمنمة، اللوفر
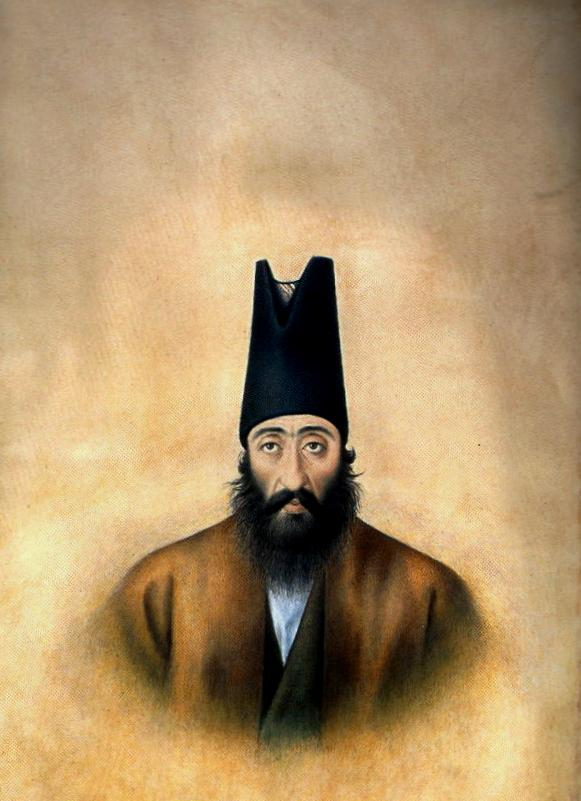
صورة لمصطفى المماليك ، ستينيات القرن التاسع عشر، مصغرة، متحف مالك الوطني في إيران
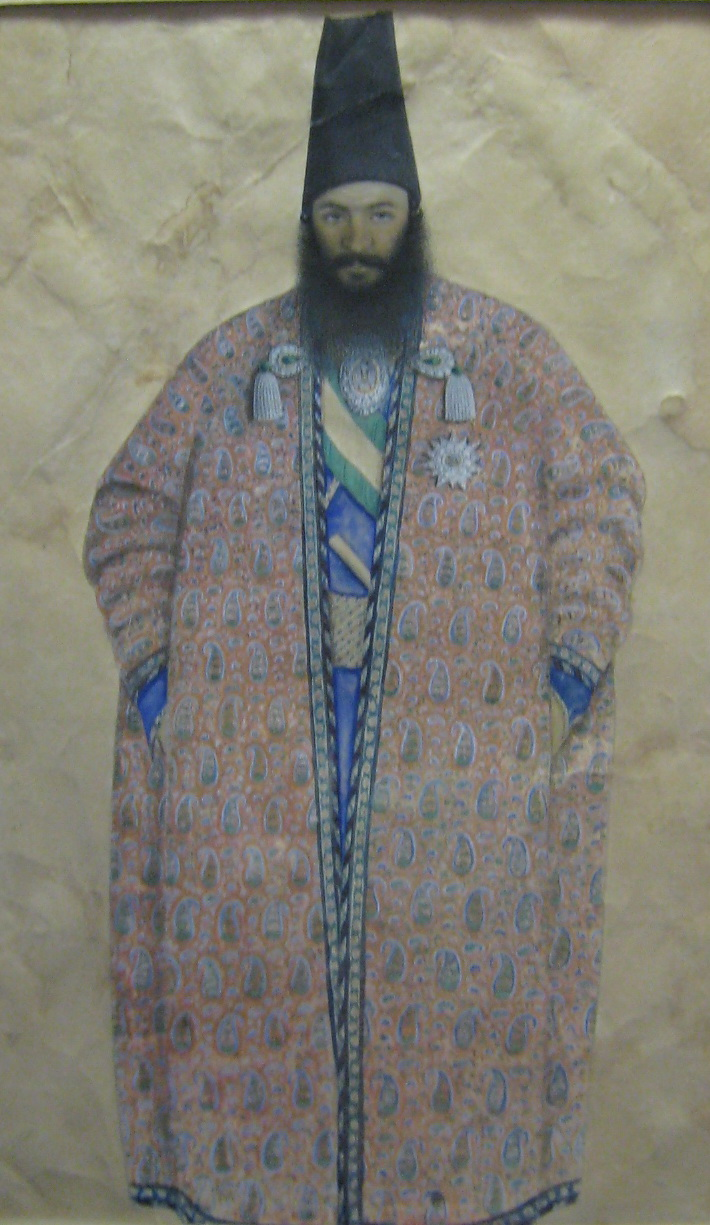
صورة لرجل قاجاري
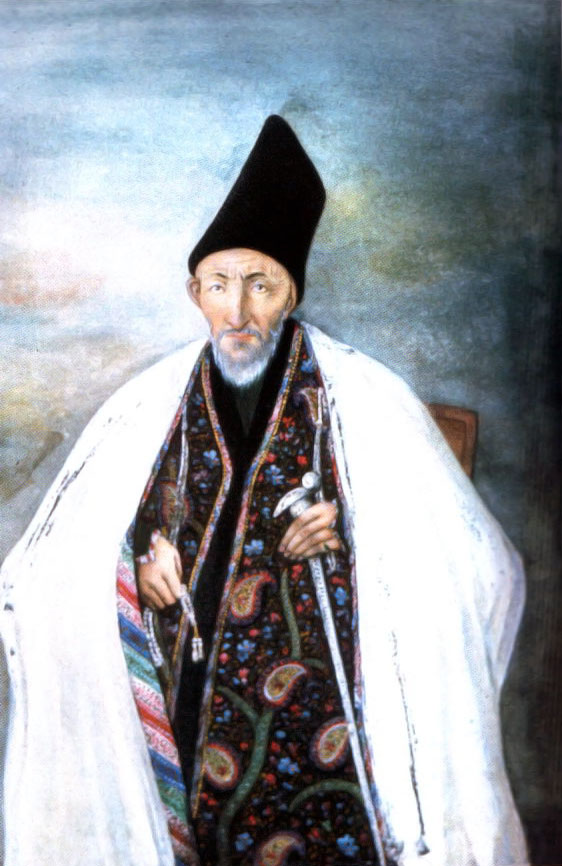
صورة الحاج ميرزا أغاسي
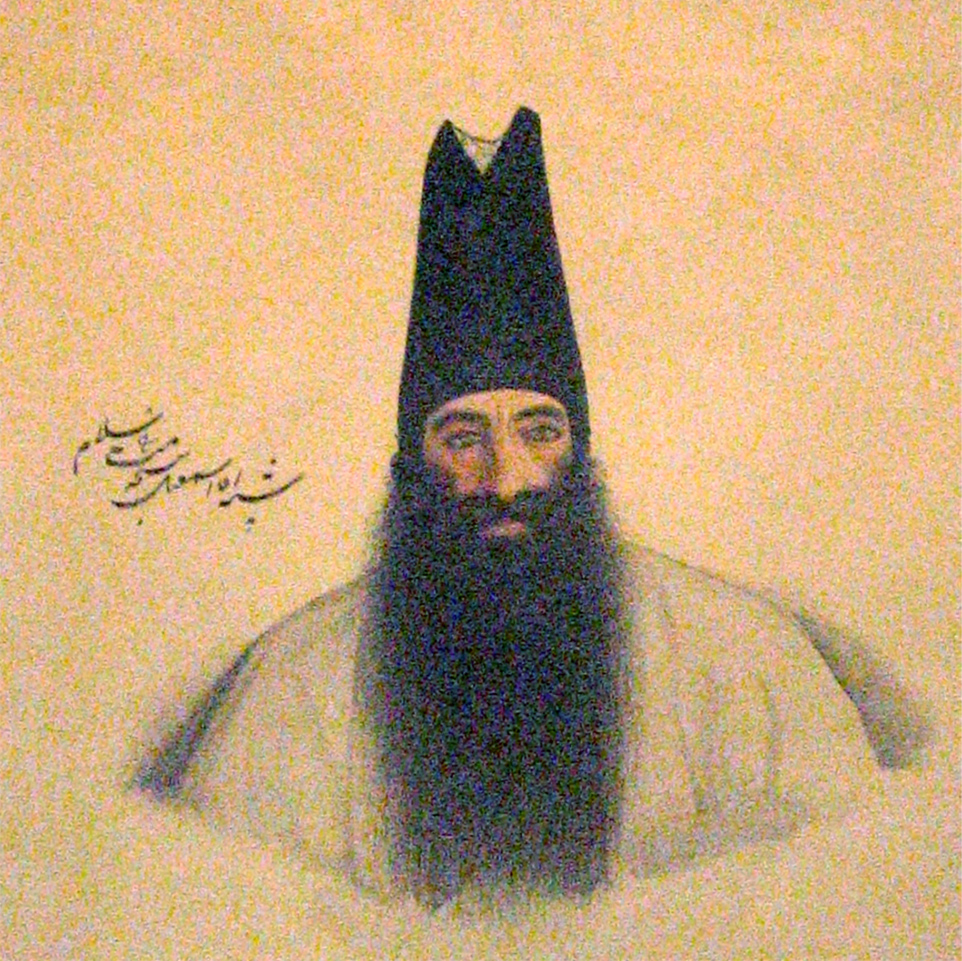
صورة آقا إسماعيل

### رسوم توضيحية لألف ليلة وليلة
رسوم توضيحية مصغرة للنسخة الفارسية من ألف ليلة وليلة، من إبداع صانع الملك وفنانين آخرين تحت إشرافه. 1853، مكتبة قصر جولستان.

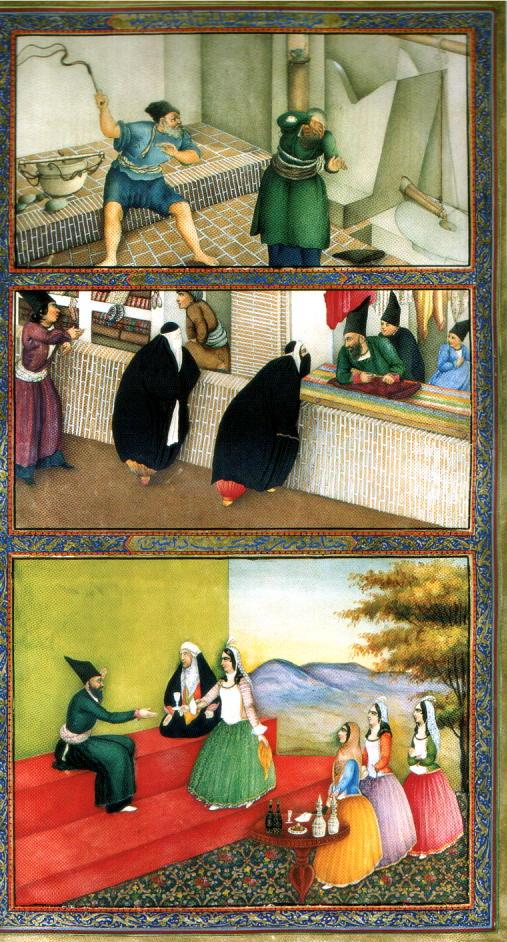
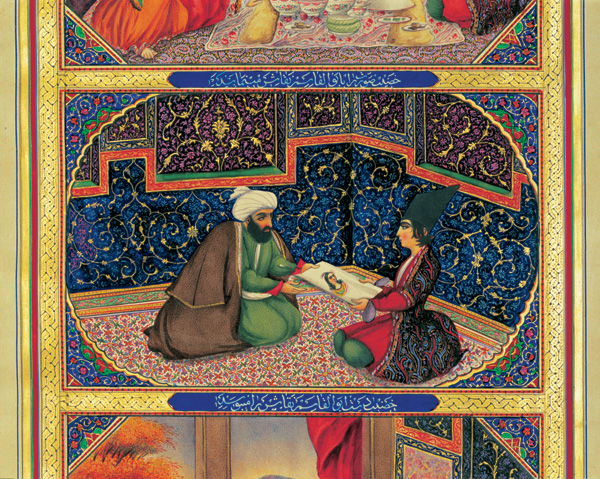
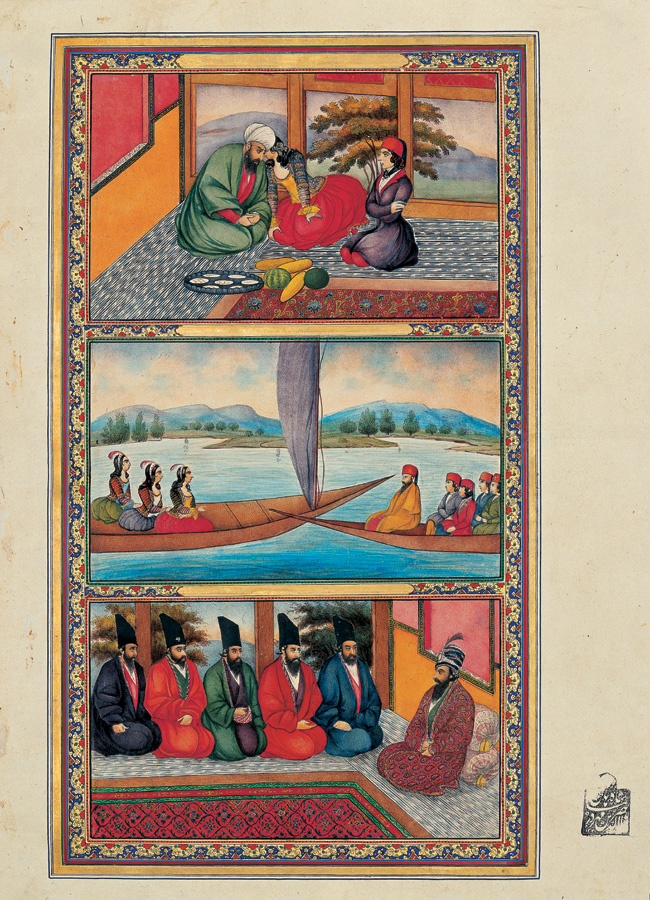
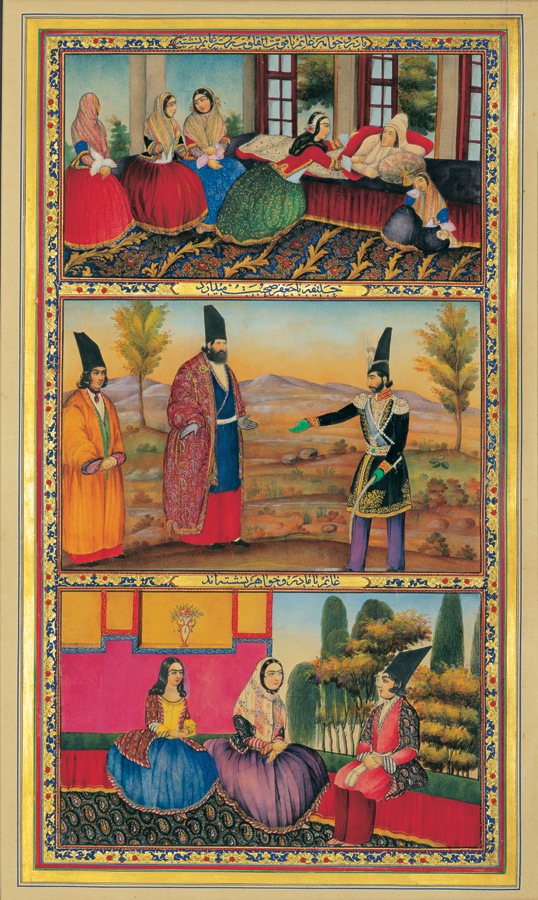
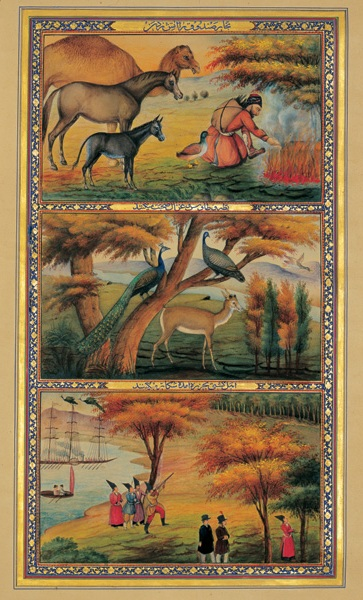
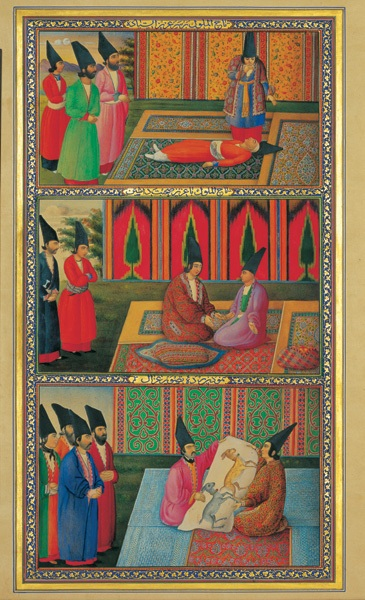
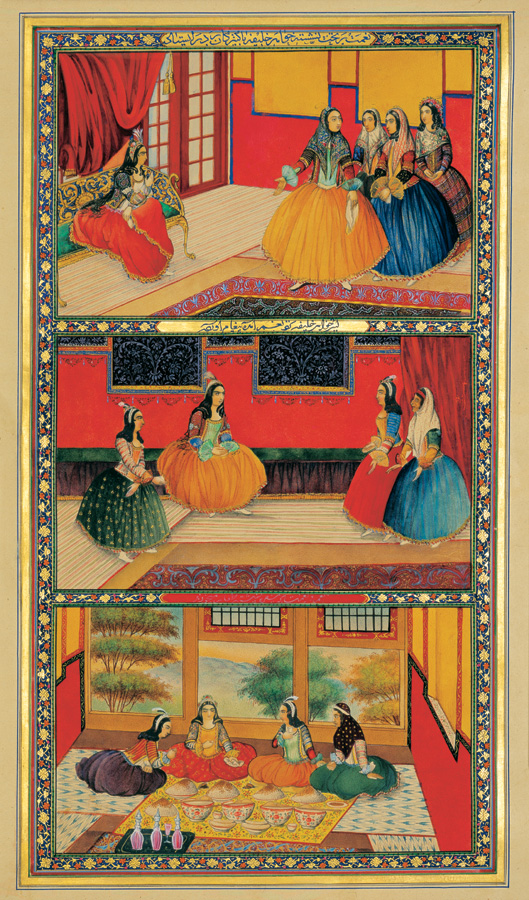
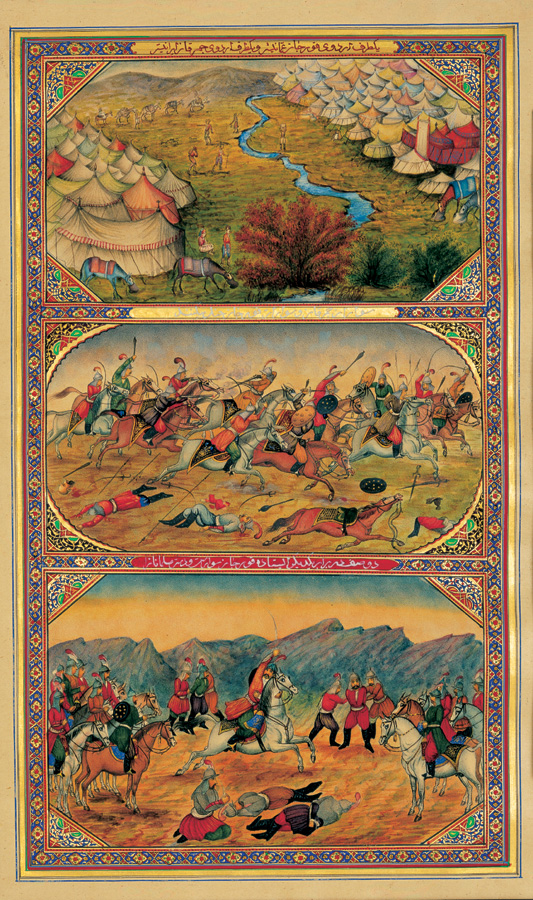
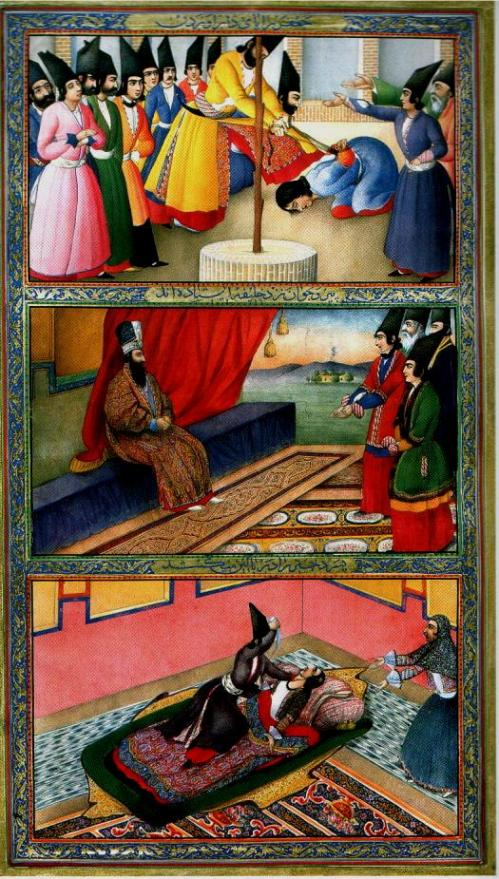
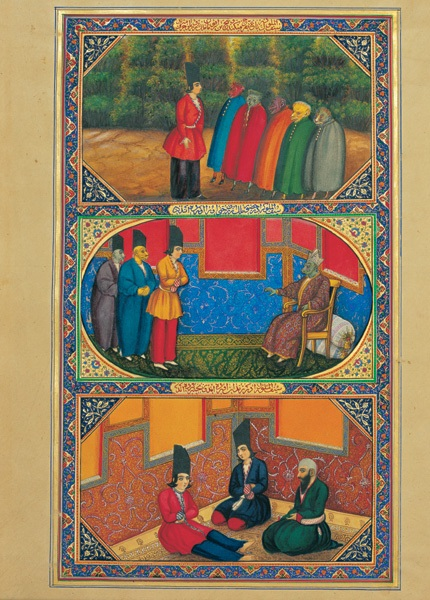